# Rafael Escuredo
Rafael Escuredo Rodríguez, né le 16 avril 1944 à Estepa, est un avocat et homme politique espagnol, membre du Parti socialiste ouvrier espagnol (PSOE). Il est le premier président de la Junte d'Andalousie de 1982 à 1984.

## Biographie

### Formation et carrière professionnelle
Rafael Escuredo est licencié en droit de l'université de Séville et exerce les fonctions de maître assistant en droit du travail de cette même université, de 1969 à 1975. Parallèlement à ses activités d'enseignement, il est avocat du travail à Séville de 1968 à 1977.

### Carrière politique
C'est en 1968 qu'il adhère au PSOE, en pleine époque franquiste. Il occupe alors diverses postes à responsabilité au sein du parti, ainsi qu'au syndicat UGT, proche des socialistes. Il intègre le comité fédéral du parti en 1975. 
Sa carrière d'élu commence en 1977, comme député de la circonscription électorale de Séville au Congrès des députés, pour la législature constituante. L'année suivante, il intègre le premier gouvernement andalou de la période pré-autonomique, en devenant conseiller aux Travaux publics. Il est réélu en 1979 pour la première législature, mais démissionne en 1981 et est remplacé par Ana María Ruig-Table Morales.
La même année, il succède à Plácido Fernández Viagas à la tête de la Junte pré-autonomique andalouse. En 1982, après l'adoption du statut d'autonomie et les premières élections au Parlement d'Andalousie, il devient président de la Junte d'Andalousie. Il abandonne cette fonction en février 1984, du fait de dissensions avec le gouvernement de Felipe González concernant notamment les transferts de compétences en matière d'agriculture, et retourne à sa vie d'avocat . 
En 1985, il est promu Hijo  Predilecto de Andalucía (« Enfant chéri d'Andalousie »), une distinction honorifique décernée par la Junte aux personnes ayant rendu des services distingués à la communauté autonome.